# Ibis (musikgrupp)
Ibis var en svensk jazzgrupp.
Ibis utgjorde en ombildning av det tidigare bandet Vildkaktus bestod ursprungligen av Olle Nilsson (gitarr), Gösta Nilsson (keyboards), Tommy Johnsson (bas) och Pétur "Island" Östlund (trummor), men nu handlade det om instrumental jazzrock och 1974 utgavs det självbetitlade albumet Ibis (Grammofonverket EFG-5015108).
År 1980 utgav Gösta Nilsson och Tommy Johnsson ytterligare ett album under bandnamnet Ibis, Sabba Abbas mandlar (Dragon DRLP 27), men nu tillsammans med Bengt Ernryd (trumpet, flygelhorn), Ed Epstein (saxofon), Stefan Isaksson (saxofon) och Mats Hellberg (trummor). Denna gång var det fråga om mer renodlad jazz.